# Ifo Institut für Wirtschaftsforschung

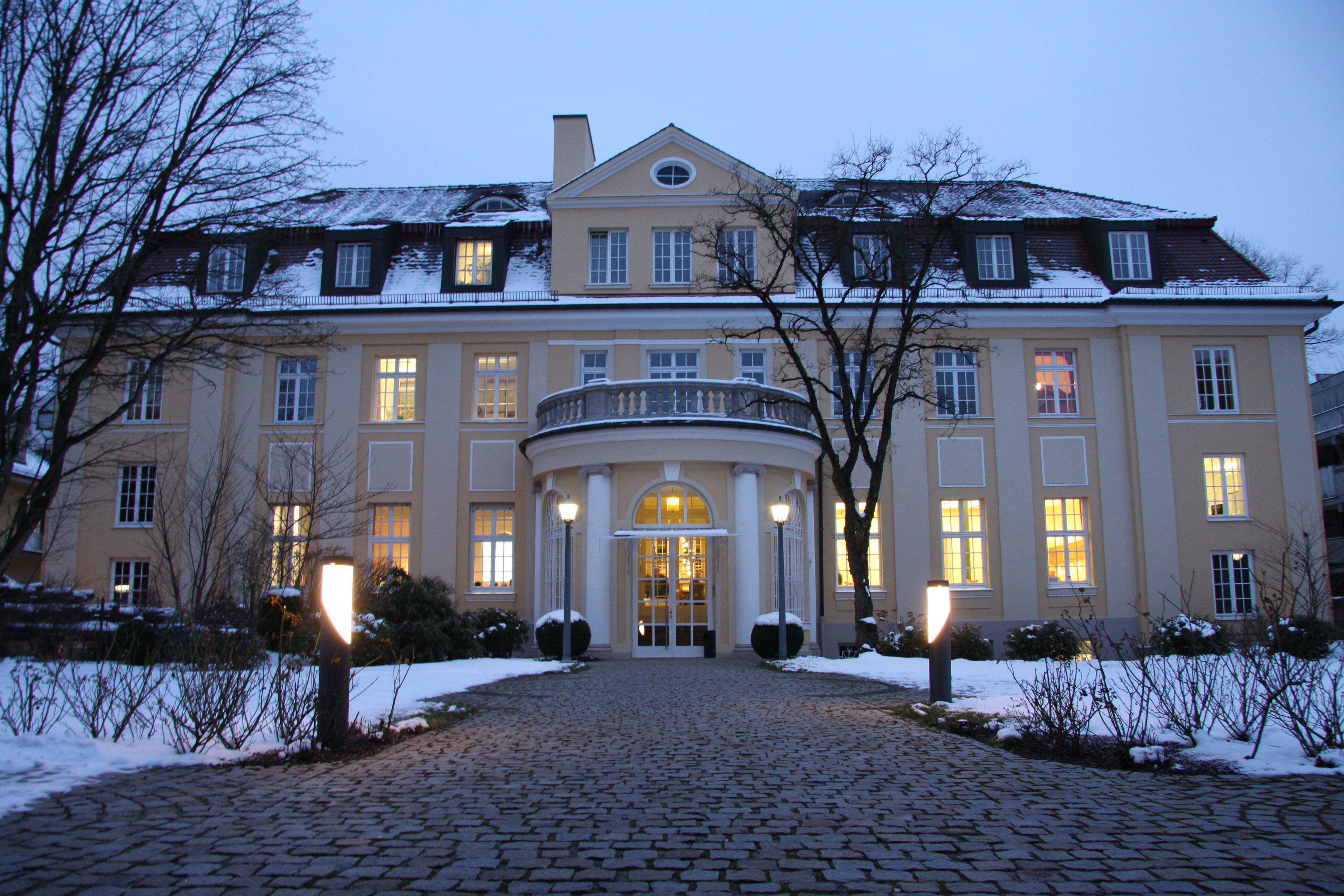
Das Hauptgebäude des ifo-Instituts in der Poschingerstraße in München-Bogenhausen

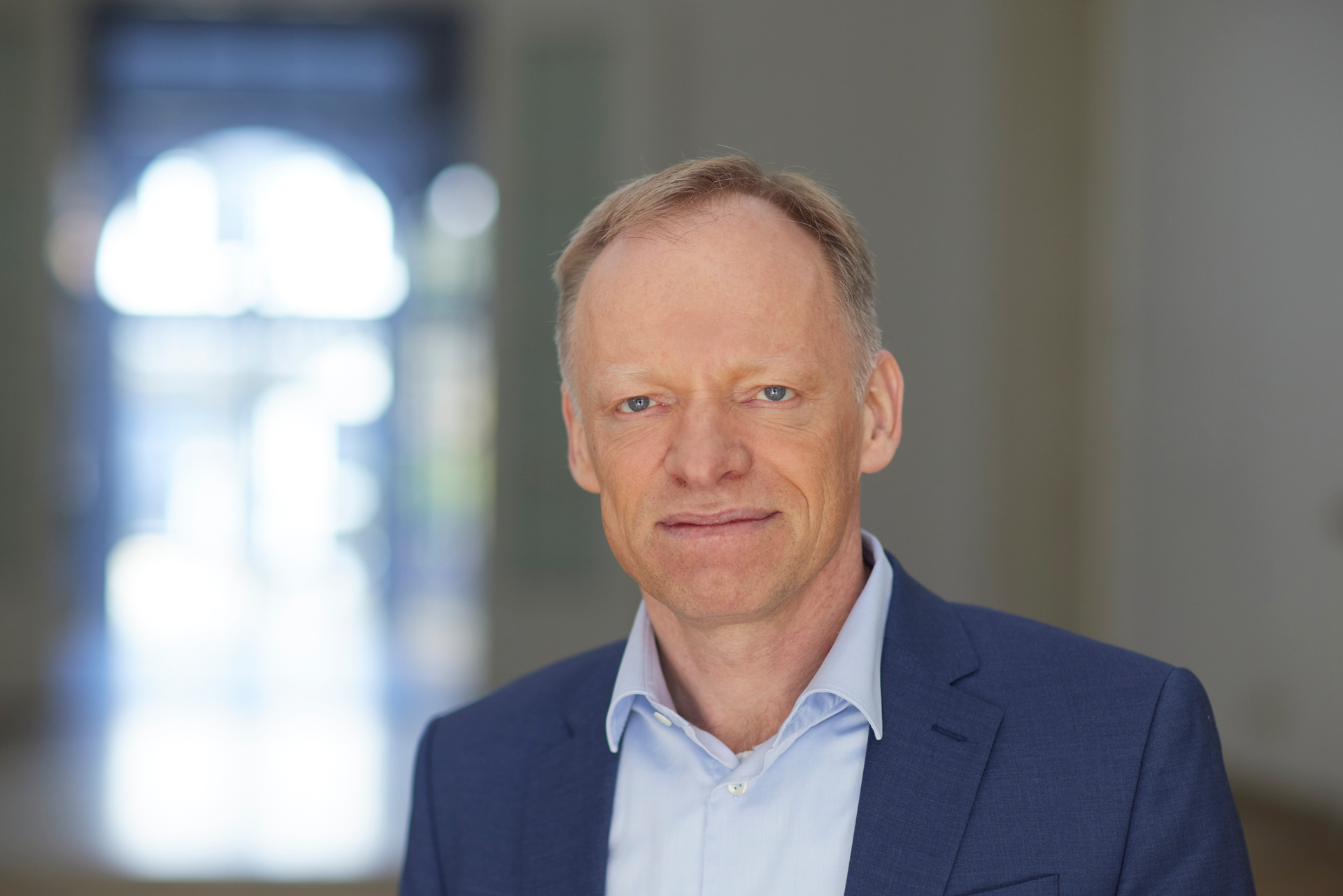
ifo-Präsident Clemens Fuest (2023)

Das ifo Institut – Leibniz-Institut für Wirtschaftsforschung an der Universität München e. V. (abgekürzt ifo für Information und Forschung) ist eine volkswirtschaftliche Forschungseinrichtung mit Sitz in München. Sie ist als An-Institut mit der Ludwig-Maximilians-Universität München verbunden. Bekannt ist das ifo Institut für die monatliche Ermittlung des ifo-Geschäftsklimaindex, eines Frühindikators für die deutsche Wirtschaft und für seine Konjunkturprognosen.

## Bereiche und Forschungszentren
Das Institut forscht zu aktuellen ökonomischen Fragestellungen in folgenden Bereichen:
- Makroökonomik und Befragungen
- Bildungsökonomik
- Außenwirtschaft
- Öffentliche Finanzen und politische Ökonomie
- Industrieökonomik und neue Technologien
- Internationaler Institutionenvergleich und Migrationsforschung
- Arbeitsmarkt- und Bevölkerungsökonomik
- Energie, Klima und Ressourcen
- Soziale Marktwirtschaft und Institutionenökonomik (Niederlassung Fürth)
- Ostdeutschlandforschung (Niederlassung Dresden)
- Forschungsgruppe Steuer- und Finanzpolitik

## Organisation
Der eingetragene Verein ist vom Finanzamt als gemeinnützig anerkannt. Dies bedeutet unter anderem, dass Zuwendungen an das Institut steuerlich abzugsfähig sind.
Die Organe des Vereins sind die Mitgliederversammlung, der Vorstand, der Verwaltungsrat, das Kuratorium und der Wissenschaftliche Beirat. Der Vorstand vertritt den Verein nach außen. Der Vorsitzende des Vorstandes wird von der Satzung auch als Präsident bezeichnet. Der aktuelle Präsident ist Clemens Fuest. Neben dem Präsidenten hat der Vorstand noch ein bis zwei weitere Mitglieder. Der Verwaltungsrat übt gegenüber dem Vorstand die Aufsicht aus. Er besteht aus zwei Mitgliedern aus dem Kuratorium, jeweils einer Professorin oder einem Professor der volkswirtschaftlichen und betriebswirtschaftlichen Fakultät der Ludwig-Maximilians-Universität München, einem Vertreter der Bundesregierung, einem Vertreter der Bayerischen Staatsregierung, dem Vorsitzenden des wissenschaftlichen Beirats und weiteren Mitgliedern, die von der Mitgliederversammlung gewählt werden. Satzungsgemäße Aufgabe des Kuratoriums ist es, den Vorstand bei der Erfüllung der Aufgaben des Vereins zu unterstützen. Dem Kuratorium sollen laut Satzung „mindestens 20 Persönlichkeiten aus Wissenschaft, Wirtschaft, Politik, Gewerkschaften und Verwaltung“ angehören.
2022 hatte das Institut laut seinem Jahresbericht 226 Mitarbeiter, etwa die Hälfte davon wissenschaftliche Mitarbeiter.

## Finanzierung
Das ifo erhielt bis 2009 die gemeinsame Förderung durch Bund und Länder als „Einrichtung, die überwiegend wissenschaftliche Infrastrukturaufgaben wahrnimmt“ (Serviceeinrichtung). Nach Vorlage des neuen Arbeitsprogramms und erneuter Prüfung durch die Evaluierungskommission beschloss die Gemeinsame Wissenschaftskonferenz von Bund und Ländern (GWK) auf ihrer Sitzung am 2. November 2009, das ifo-Institut ab Januar 2010 wieder als „überwiegend forschende Einrichtung“ zu fördern. Die GWK folgte mit ihrer Entscheidung der Empfehlung des Senats der Leibniz-Gemeinschaft vom 4. März 2009.
Finanziert wird das ifo-Institut zurzeit zu etwa zwei Dritteln aus öffentlichen Mitteln (im Zuge der gemeinsamen Forschungsförderung von Bund und Ländern über die Leibniz-Gemeinschaft) und zu etwa einem Drittel aus den Erlösen für Drittmittelprojekte, die in der Regel ebenfalls von öffentlichen Auftraggebern stammen („wissenschaftliche Politikberatung“). Darüber hinaus unterstützt die sogenannte „Freundesgesellschaft“ das Institut finanziell. Die Freundesgesellschaft besteht laut Webseite des ifo-Instituts aus „Einzelpersonen, gewerbliche Unternehmen, Wirtschaftsverbände und Körperschaften des In- und Auslandes“.
Die Niederlassung Dresden finanziert sich überwiegend aus Zuwendungen des Freistaats Sachsen sowie in geringerem Umfang durch Drittmittel.

## Aufgaben und Tätigkeiten
Vereinszweck ist die empirische wirtschafts- und sozialwissenschaftliche Forschung sowie die Bereitstellung von Daten, Informationen und Forschungsergebnissen auf wirtschaftswissenschaftlichem und wirtschaftspolitischem Sektor. Die Ergebnisse der Arbeit werden der Öffentlichkeit zugänglich gemacht und sollen der Entscheidungsfindung in Wissenschaft, Wirtschaft, Politik und Verwaltung dienen.
Der Vereinszweck ist daher:
- Bereitstellung von Wirtschaftsdaten für die interessierte Öffentlichkeit. Hierzu organisiert das Institut auch Forschungsseminare und Vorträge eigener und anderer Wirtschaftswissenschaftler. Als prominenteste Wirtschaftsanalyse gilt der renommierte ifo Geschäftsklimaindex. Bei der Prognose der konjunkturellen Entwicklung in Deutschland im Jahre 2014 lag das Ifo-Institut im nur unteren Drittel, was deren Qualität (Treffgenauigkeit) betrifft, nämlich auf Rang 34 von 48 Instituten, die eine Prognose abgegeben hatten.[7] Doch ist das Ifo bestrebt, wieder Anschluss an die führenden Institute zu finden. Mit der Datenbank DICE stellt das ifo darüber hinaus ländervergleichende, systematische Informationen zu Institutionen und Regeln zur Verfügung. Zusätzlich gibt das ifo-Institut mehrere wirtschaftswissenschaftliche Zeitschriften heraus.
- Erhebung dieser Daten (z. B. ifo Geschäftsklimaindex) durch Befragungen von Unternehmen.
- Beratung der die Wirtschaftspolitik beeinflussenden Organe in Deutschland, insbesondere Bundes- und Landesministerien
- Entwicklung von Modellen zur Simulation der Effekte von Eingriffen in die deutsche Wirtschaft.
- Wirtschaftswissenschaftliche Forschung: Die Forschung des Instituts war bis 1999 sehr auf seine Beraterfunktion zugeschnitten. Auf Empfehlung des Wissenschaftsrats wurde ab 1999 eine stärker universitäre Ausrichtung implementiert. Das ifo-Institut arbeitet als Forschungseinrichtung mit vielen deutschen Universitäten zusammen, insbesondere mit der Universität München, der FAU Nürnberg sowie mit zahlreichen Forschungsinstituten im In- und Ausland.
- Wirtschaftswissenschaftlicher Austausch und Positionierung der ifo Forschung in der internationalen Forschungslandschaft durch enge Zusammenarbeit mit dem CESifo Netwerk. CESifo ist ein weltweites Netzwerk mit über 2000 Mitgliedern, die aufgrund ihrer Expertise und umfangreichen Erfahrung in den Forschungsbereichen von CESifo ausgewählt wurden. Mitglieder werden in das Netzwerk aufgenommen, nachdem sie einen Forschungsaufenthalt am Zentrum für Wirtschaftsstudien oder am ifo Institut absolviert haben.
- Das Institut unterhält eine Niederlassung in Dresden, die insbesondere die wirtschaftliche Entwicklung in Sachsen und den übrigen neuen Ländern analysiert.
- 2022 nahm das Ludwig Erhard ifo Zentrum für Soziale Marktwirtschaft in Fürth seinen Betrieb auf.

## Geschichte
| Name                      | Zeitraum  |
| ------------------------- | --------- |
| Karl Wagner               | 1949–1955 |
| Hans Langelütke           | 1955–1965 |
| Karl Maria Hettlage       | 1965–1976 |
| Karl Heinrich Oppenländer | 1976–1999 |
| Hans-Werner Sinn          | 1999–2016 |
| Clemens Fuest             | seit 2016 |

Das ifo-Institut wurde im Jahr 1949 als Institut für Wirtschaftsforschung e. V. München gegründet, 1950 wurde das Kürzel ifo eingefügt. Zur Gründergeneration gehörten Wilhelm Marquardt und Hans Langelütke, die beide im Planungsamt des nationalsozialistischen Vierjahresplanes für Wirtschaftsstatistik zuständig gewesen waren.
Zur Analyse des Zusammenwachsens der beiden Teile Deutschlands wurde 1993 eine Zweigstelle in Dresden eröffnet. Unter der Präsidentschaft Hans-Werner Sinns wurde es zu einem sogenannten „An-Institut“ der Ludwig-Maximilians-Universität München, was auch durch die Namensergänzung „an der Universität München“ und die enge Kooperation mit dem 1991 von Sinn gegründeten und geleiteten Center for Economic Studies (CES) deutlich wurde. Eine enge Kooperation besteht zwischen dem ifo Institut und dem CESifo Netzwerk, einem internationalen Verbund vom über 1500 Ökonominnen und Ökonomen.
Im September 2022 wurde das Ludwig Erhard ifo Forschungszentrum für Soziale Marktwirtschaft und Institutionenökonomik in Fürth eröffnet, eine gemeinsame Gründung des ifo Instituts, der Friedrich-Alexander-Universität Erlangen-Nürnberg und der Stiftung Ludwig-Erhard-Haus.

## Qualitätsprobleme und Kritik

### Evaluierung
Die Arbeit des ifo-Instituts wird von Beauftragten der Leibniz-Gemeinschaft regelmäßig überprüft und bewertet. Von der Einschätzung dieser Evaluierungskommission hängt die Finanzierung des Instituts durch den Staat ab. 1998 bemängelten sie die Arbeit des Instituts und stuften es auf den Rang einer „forschungsbasierten Serviceeinrichtung“ ab. Daraufhin wurden 150 von 250 Stellen abgebaut und 50 neue Mitarbeiter befristet eingestellt. Auf Wunsch des bayrischen Wirtschaftsministers Otto Wiesheu wurde Hans-Werner Sinn als Präsident berufen.
2006 bezeichnete die Evaluierungskommission die CESifo GmbH, die gemeinsame Tochtergesellschaft von Ludwig-Maximilians-Universität München (LMU) und ifo, in ihrem Bericht als „erfolgreiche Institution“, CESifo trage wesentlich zur Sichtbarkeit des ifo bei. Gelobt wurde insgesamt die Kooperation mit der LMU und die Reorganisation des ifo. Gleichzeitig kritisierte sie allerdings erneut die Forschungsleistung des ifo-Instituts selbst. Sie bezweifelte, „ob alle politischen Ratschläge des Ifo-Instituts auf ausreichend rigoroser, empirischer Forschung basieren“. Zwar wurde unter Sinn die Quantität der Publikationen erhöht, jedoch sei die Qualität zu gering, die Ökonometrie entspreche nicht den internationalen Standards. Die Leistungsfähigkeit des ifo habe sich verbessert, das Ifo-Institut wurde weiterhin als „forschungsbasierte Serviceeinrichtung“ eingestuft, doch stellte der Senat dem Institut in Aussicht, zukünftig wieder als Forschungseinrichtung gefördert zu werden, wenn es ein kohärentes Arbeitsprogramm vorlege.
Seit 2010 wurde das ifo gemäß seiner Gesamtmission wieder gefördert. Die Evaluation durch den Senat der Leibniz-Gemeinschaft 2013 beurteilte Forschungsleistungen des Instituts zwischen gut und exzellent. Als sehr positiv habe sich weiterhin die Kooperation mit der LMU bewährt. Es wurden laut der Evaluation hohe Drittmittel eingeworben und Hans-Werner Sinn sei es immer wieder gelungen, öffentliche Debatten zu den verschiedenartigsten Themen anzustoßen. Das ifo nehme eine „wichtige Brückenfunktion zwischen akademischer Forschung und Politikberatung“ wahr. Die 2020 abgeschlossene Runde der Regelevaluierung bezeichnete das ifo als eines der führenden Wirtschaftsinstitute, gelobt wurde unter anderem die Wirtschaftsdatenkooperation mit der LMU. Die nächste Evaluierung durch die Leibniz-Gemeinschaft steht im Jahr 2026 an.

### Generelle Kritik
Einzelne Studien wurden in der Öffentlichkeit kritisiert. So wurde dem Institut bezüglich einer Untersuchung zu Elektroautos im Jahr 2019 vorgeworfen, diese sei fehlerbehaftet und schlage „wieder in die gleiche Kerbe“ wie die Studie des schwedischen Umweltforschungsinstituts IVL von 2017.

### Nähe zur Automobilindustrie
In Bezug auf die Verkehrswende in Deutschland hat sich das ifo-Institut mehrfach aufseiten der etablierten Autolobby positioniert. Neben der als fehlerbehaftet kritisierten Studie zu Elektroautos 2019 warnte ifo-Präsident Fuest bereits im Jahr 2017 vor einem Aus des Verbrennungsmotors („Dies wäre der falsche Weg, um die Klimaschutzziele möglichst günstig zu erreichen“), und im Jahr 2024 beurteilte es das 9-Euro-Ticket für den öffentlichen Nahverkehr bzw. dessen Nachfolger, das Deutschlandticket, als „teure und ineffiziente Klimaschutzmaßnahme“.

### Mindestlohn
Im Jahr 2015 prognostizierten Forscher des Ifo-Instituts in Dresden, der in Deutschland neu eingeführte Mindestlohn koste bis zu 900.000 Arbeitsplätze. Praktisch hatte dieser jedoch keine negative Auswirkungen auf die Anzahl der sozialversicherungspflichtigen Beschäftigungsverhältnisse.

## Veröffentlichungen
Buchreihen
- ifo Beiträge zur Wirtschaftsforschung
- ifo Forschungsberichte
- ifo Dresden Studien
- EEAG Report (eingestellt)
- Ifo Economic Policy (Verlag Edward Elgar)
- CES Munich Lectures Series (Verlag MIT Press)
- CESifo Seminar Series (Verlag MIT Press)
- CESifo Book Series (Verlag MIT Press)

Zeitschriften
- CESifo Economic Studies (Verlag Oxford University Press) wird eingestellt
- ifo Schnelldienst
- EconPol Forum
- ifo DICE Report (eingestellt)
- ifo World Economic Survey (eingestellt)
- ifo Konjunkturperspektiven
- ifo Dresden berichtet

Working Papers
- ifo Working Papers
- CESifo Working Papers

Daten
- Ausgewählte Daten zu seinen Studien stellt das ifo in seinem Forschungsdatenzentrum bereit. Ebenso bietet das FDZ Zugang zu externen Unternehmensdatenbanken.[21]